# Diecezja Atakpamé
Diecezja Atakpamé (łac. Dioecesis Atakpamensis, fr. Diocèse de Atakpamé) – rzymskokatolicka diecezja ze stolicą w Atakpamé, w Togo.
Diecezja podlega metropolii Lomé.

## Historia
- 29 września 1964 powołanie rzymskokatolickiej Diecezji Atakpamé

## Główne świątynie
- Katedra: Katedra NMP od Trójcy Świętej w Atakpamé

## Biskupi
- bp Bernard Oguki-Atakpah (1964–1976)
- bp Philippe Fanoko Kossi Kpodzro (1976–1992)
- bp Julien Mawule Kouto (1993–2006)
- bp Nicodème Anani Barrigah-Benissan (2008-2019)
- bp Moïse Touho (od 2023)